# 庫克岩
庫克岩（英語：Cook Rock），是南極洲的岩石，位於南桑威奇群島，處於特勞瑟斯岩以東和溫德凱申島東北面0.6公里，在1930年由英國研究隊繪入地圖和命名，由英國海外領土管轄。